# Misamis Oriental
Misamis Oriental là một tỉnh của Philippines thuộc vùng Bắc Mindanao. Tỉnh lị là thành phố Cagayan de Oro. Tỉnh giáp với thành phố Iligan và Bukidnon về phía nam, Agusan del Norte và Agusan del Sur về phía đông, phái bắc là biển Bohol và tỉnh đảo Camiguin ở ngay gần bờ biển phía bắc của tỉnh.

## Nhân khẩu
Các cư dân đầu tiên trong tỉnh là người Negritos. Hàng thế kỷ sau, những người Nam Đảo tới và đánh đuổi các cư dân bản địa để chiếm lấy vùng đồng bằng ven biển màu mỡ do sông Cagayan bồi đắp. Cuộc tranh giành quyền sở hữu kết thúc với phần thắng thuộc về những người Visayan bản địa với những người Bukidnon. Năm 1500, hầu hết vùng Mindanao đã cải sang Hồi giáo, và phải cúng nạp cho các thế lực tôn giáo. Tuy nhiên, hiện nay phần lớn dân cư trong tỉnh là người nhập cư đến từ Visayas và tiếng Cebuano là ngôn ngữ chủ yếu. Tuy nhiên, tiếng Tagalog và tiếng Anh là ngôn ngữ chính trong trường học.

## Kinh tế
Tỉnh có nhiều ngành kinh tế như nông nghiệp, lâm nghiệp, sản xuất thép, kim loại, dược phẩm, khai mỏ, công nghiệp cao su và chế biến thực phẩm. Công ty Del Monte Philippines xuất khẩu dứa ra khắp khu vực Châu Á-Thái Bình Dương và có một đồn điền lớn trồng loại cây này ở tỉnh lị.

## Hành chính
Tỉnh có 1 thành phố đô thị hóa cao, trên pháp lý là độc lập về hành chính so với tỉnh nhưng trên thực tế thường được coi là một phần của tỉnh trong các số liệu thống kê. Ngoài ra tỉnh còn có 2 thành phố hợp thành:
- Cagayan de Oro- thành phố đô thị hóa cao
- Gingoog
- El Salvardo

Tỉnh có 23 đô thị tự trị:
| - Alubijid - Balingasag - Balingoan - Binuangan - Claveria - Gitagum - Initao - Jasaan - Kinoguitan - Lagonglong - Laguindingan - Libertad | - Kananga - La Paz - Leyte - MacArthur - Mahaplag - Opol - Salay - Sugbongcogon - Tagoloan - Talisayan - Villanueva |